# Julie Allemand
Julie Allemand (Liegi, 7 luglio 1996) è una cestista belga.

## Carriera
È stata selezionata dalle Indiana Fever al terzo giro del Draft WNBA 2016 (33ª scelta assoluta).
Con il Belgio ha disputato i Campionati mondiali del 2018 e i Campionati europei del 2019.

## Palmarès

### Squadra
- Campionato belga: 1

Castors Braine: 2016-17
- Campionato francese: 1

Lione ASVEL: 2018-19
- Coppa del Belgio femminile: 1

Castors Braine: 2017

### Individuale
- WNBA All-Rookie First Team (2020)